# Deceiver
Deceiver (traducido como Impostor), es el primer álbum de estudio de larga duración de la banda de metalcore The Word Alive, fue lanzado el 31 de agosto de 2010 por Fearless Records.

## Producción y lanzamientos
El guitarrista Zack Hansen explicó: El seguimiento fue muy divertido y todos la pasamos muy bien. Tyler Smith señaló: Queríamos que el paso en todos los aspectos de nuestras canciones en comparación con Empire. Cuando somos pesados, somos pesados. Cuando hacemos las cosas grandes, son enormes! Cuando disminuye el ritmo, es algo hermoso.
Epiphany fue el primer sencillo del álbum en el que se estrenó en línea, en junio. El segundo sencillo, The Hounds Of Anubis, se estrenó en el sitio web Revolver, el 26 de julio. El álbum cuenta con una regrabación de la canción Battle Royale.

## Listado de canciones
| N.º   | Título                                                  | Escritor(es)                           | Duración |  |
| 1.    | «The Hounds Of Anubis»                                  | Tyler Smith, Zack Hansen, Tony Pizzuti | 4:13     |  |
| 2.    | «Epiphany»                                              | Tyler Smith, Zack Hansen, Tony Pizzuti | 4:03     |  |
| 3.    | «The Wretched» (Con Dave Stephens de We Came as Romans) | Joshua Moore, Tyler Smith              | 4:06     |  |
| 4.    | «Consider It Mutual»                                    | Tyler Smith, Zack Hansen, Tony Pizzuti | 5:02     |  |
| 5.    | «2012» (Con Levi Benton de Miss May I)                  | Tyler Smith, Tom Denney                | 3:02     |  |
| 6.    | «Dream Catcher»                                         |                                        | 3:25     |  |
| 7.    | «Like Father Like Son»                                  | Tyler Smith, Zack Hansen, Tony Pizzuti | 4:44     |  |
| 8.    | «Battle Royale»                                         | Tyler Smith, Tony Aguilera             | 3:56     |  |
| 9.    | «You're All I See»                                      | Tyler Smith, Zack Hansen, Tony Pizzuti | 3:51     |  |
| 10.   | «We Know Who You Are»                                   | Tyler Smith, Zack Hansen, Tony Pizzuti | 5:36     |  |
| 41:48 |                                                         |                                        |          |  |

## Personal
| TWA - Tyler Smith - voces, guitarra adicional - Tony Pizzuti - guitarras, coros - Zack Hansen - guitarras, coros - Nick Urlacher - bajo - Dusty Riach - sintetizadores, piano, programación, teclados - Justin Salinas - batería, percusión | Músicos adicionales - Dave Stephens - voces (en The Wretched) - Levi Benton - voces (en 2012) Producción - Andrew Wade - producción, masterización, mezcla - Matt Martone - ingeniera de sonido - Alan Douches - masterización |